# Le Coudray-Montceaux
Le Coudray-Montceaux é uma comuna francesa, localizada a trinta e cinco quilômetros a sudoeste de Paris, no departamento de Essonne na região da Ilha de França. É a sede da Communauté d'agglomération Seine-Essonne.
Seus habitantes são chamados Coudraysiens.

## Geografia

### Transportes e comunicações
A comuna é servida por duas estações (Le Coudray-Montceaux e Le Plessis-Chenet) da linha D do RER. 

## Toponímia
Colridum, Colritum no século IX, Coldreyum no século XIII, Codroi no século XIII, Codret , em 1271, Codroyum em 1272, Coudreyum em Bria no século XIV, Couldrai-sur-Seine-lez-Corbeil em 1475, Monciaus.
A origem do nome da comuna é pouco conhecido. Em 1793 foram criadas as comunas de Le Coudray e Montceaux, em 1839 elas foram reunidas.

## Cultura e patrimônio

### Patrimônio ambiental
A comuna foi contemplada com duas flores no Concurso das cidades e aldeias em flor. Os bosques a leste do território foram identificados como espaços naturais sensíveis pelo Conselho geral de Essonne.

### Patrimônio arquitetônico

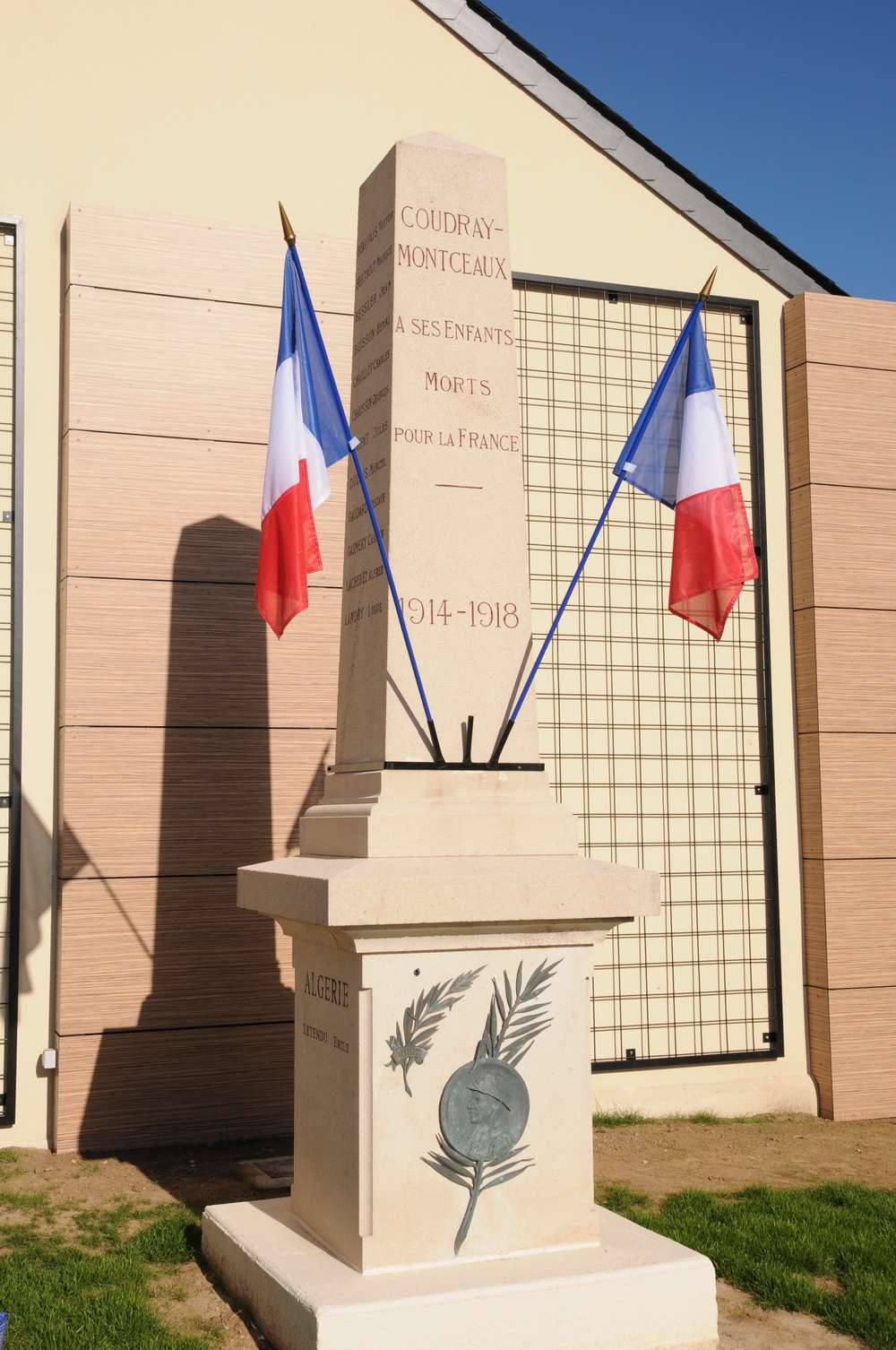
O monumento aos mortos.(Setembro de 2010)

- A igreja Notre-Dame de l'Assomption-de-la-Très-Sainte Vierge foi inscrita nos monumentos históricos em 17 de fevereiro de 1950[7]. A escada chamada de "la Belle Gabrielle" construída no século XVI foi inscrita nos monumentos históricos em 2 de novembro de 1945[8].

- O manoir des Cygnes.

### Personalidades ligadas à comuna
Várias figuras públicas nasceram, morreram ou viveram em Le Coudray-Montceaux:
- Gabrielle d'Estrées (1571-1599), favorita do rei Henrique IV.
- Nicolas-Charles Oudinot (1767-1847), duque de Reggio, marechal da França.
- O marechal do Império Jean-Baptiste Jourdan (1762-1833) aí possuía uma residência.
- Louis Meznarie, (1930-), ex-preparador de motocicletas e de automóveis de competição, e proprietário de escuderia que já competiu nas 24 Horas de Le Mans.